# István Gaál
Dans le nom hongrois Gaál István, le nom de famille précède le prénom, mais cet article utilise l’ordre habituel en français István Gaál, où le prénom précède le nom.
István Gaál [ˈɡaːl] est un réalisateur, monteur et scénariste hongrois né le 25 août 1933 à Salgótarján (Hongrie) et mort le 25 septembre 2007 à Budapest.

## Biographie
Inscrit à l'École supérieure d'art dramatique et cinématographique de Budapest, il y réalise en 1957 un court métrage remarqué (Hommes d'équipe) et obtient son diplôme en 1958. Puis il bénéficie d'une bourse pour se perfectionner au Centro sperimentale de Rome.
En réalité, István Gaál, en historien d'art et en musicologue passionné, visitera surtout églises et musées. Revenu à Budapest, il participe au groupe qui anime le Studio Béla Balázs puis réalise deux courts métrages dont Tisza, őszi vázlatok (1962). Son premier long métrage, Remous (Sódrásban) (1963), a encore pour cadre la Tisza et obtient d'emblée deux récompenses : le Grand prix au Festival de Karlovy Vary l'année suivante, et en 1965 le Prix de la jeune critique au Festival de Pesaro. Il réalise Les Vertes Années (Zöldár) (1965) et Baptême (Keresztelő) (1968), avant de s'imposer avec deux films majeurs Les Faucons (Magasiskola) en 1970 et Paysage mort (Holt vidék) en 1972. « Le premier est une parabole sur la perversion du pouvoir, le second une méditation pénétrante sur les dangers de l'ordre individualiste et de l'incommunicabilité - aussi bien conjugale que sociale. » (Jean-Loup Passek, Dictionnaire du cinéma, Éditions Larousse)

## Filmographie

### comme réalisateur
- 1956 : Védjük meg üzemeinket
- 1957 : Pályamunkások
- 1961 : Étude
- 1962 : Oda-vissza
- 1963 : Tisza, croquis d'automne (Tisza, őszi vázlatok)
- 1963 : Remous (Sodrásban)
- 1965 : Les Vertes Années (Zöldár)
- 1967 : Krónika
- 1968 : Baptême (Keresztelő)
- 1969 : Tíz éves Kuba
- 1970 : Bartók Béla: az éjszaka zenéje
- 1970 : Les Faucons (Magasiskola)
- 1972 : Paysage mort (Holt vidék)
- 1975 : Örökségünk (TV)
- 1975 : Képek egy város életéből
- 1976 : Unalmukban (TV)
- 1976 : L'Autre rive (TV)
- 1977 : Vámhatár (TV)
- 1977 : Naponta két vonat (TV)
- 1978 : Legato
- 1980 : Quarantaine (Cserepek)
- 1981 : Haláltánc (TV)
- 1986 : Isten teremtményei (TV)
- 1986 : Orphée et Eurydice (Orfeusz és Eurydiké) (TV)
- 1988 : Peer Gynt (TV)
- 1989 : Éjszaka
- 1996 : Római szonáta

### comme monteur
- 1962 : Cigányok (+ directeur de la photographie)
- 1963 : Remous
- 1965 : Zöldár
- 1968 : Keresztelő
- 1970 : Les Faucons (Magasiskola)
- 1972 : Holt vidék
- 1978 : Legato
- 1980 : Quarantaine (Cserepek)
- 1986 : Isten teremtményei (TV)
- 1986 : Orfeusz és Eurydiké (TV)

### comme scénariste
- 1963 : Remous
- 1965 : Zöldár
- 1968 : Keresztelő
- 1970 : Les Faucons (Magasiskola)
- 1972 : Holt vidék
- 1978 : Legato
- 1980 : Quarantaine (Cserepek)
- 1986 : Orfeusz és Eurydiké (TV)

## Récompenses et nominations
Istvan Gaal reçoit le prix du jury au Festival de Cannes 1970 pour son film Les Faucons (Magasiskola).